# George Shelvocke
George Shelvocke (Shropshire, bautizado el 1 de abril de 1675 - Londres, 30 de noviembre de 1742) fue un oficial de la Royal Navy inglesa y luego corsario que en 1719-1722, en una expedición corsaria, realizó una circunnavegación del mundo y regresó con cuantiosas ganancias. En 1726 escribió A Voyage Round the World by Way of the Great South Sea basado en sus hazañas. Incluye un relato de un episodio de cómo su segundo capitán, Simon Hatley, disparó a un albatros en el cabo de Hornos, un incidente que proporcionó el motivo dramático en el poema de Samuel Taylor Coleridge The Rime of the Ancient Mariner.

## Primeros años y carrera naval
Nacido en una familia de agricultores en Shropshire y bautizado en St Mary's, Shrewsbury, el 1 de abril de 1675, Shelvocke se unió a la Royal Navy cuando tenía quince años. Durante dos largas guerras con Francia, ascendió de rango para convertirse en maestro de navegación (sailing master ) y, finalmente, en el segundo teniente de un buque insignia que servía bajo el contralmirante sir Thomas Dilkes en el Mediterráneo. Sin embargo, cuando la guerra terminó tras el tratado de Utrecht en 1713, fue desembarcado sin ni siquiera la mitad de la paga de apoyo. Cuando le ofrecieron un cargo como capitán del barco privado Speedwell, estaba viviendo en la pobreza.

## Viaje de corso

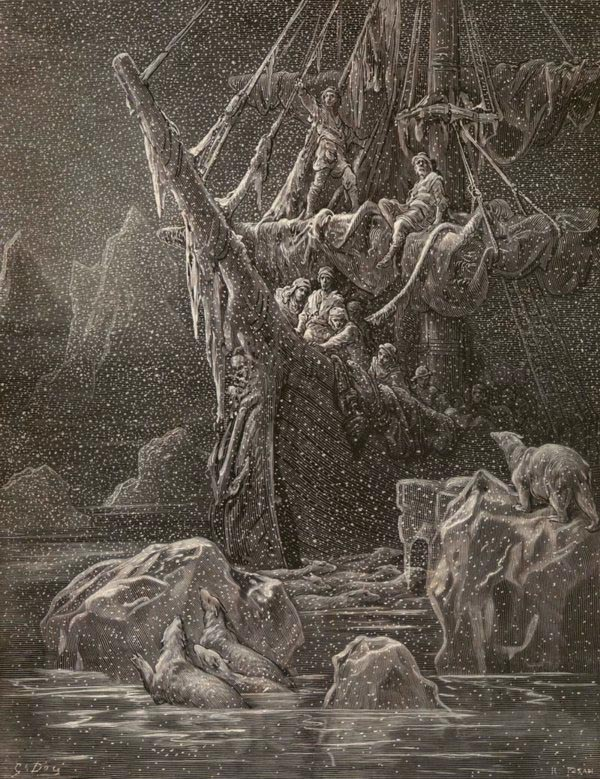
Marineros en las frías aguas del Mar del Sur mirando a los leones marinos de su proa, en The Rime of the Ancient Mariner. Grabado de Gustave Doré.

Junto con el Success, capitaneado por John Clipperton, el Speedwell estuvo involucrado en una expedición de 1719 para saquear barcos y asentamientos españoles a lo largo de la costa del Pacífico de las Américas. Los ingleses acababan de renovar las hostilidades con España en la Guerra de la Alianza Cuádruple, y los barcos llevaban patentes de corso que les daban permiso oficial para hacer la guerra a los españoles y mantener las ganancias.  Shelvocke se separó de Clipperton poco después de abandonar las aguas británicas y parece haber evitado el contacto lo más posible durante el resto del viaje.
El 25 de mayo de 1720, el Speedwell naufragó en una isla del archipiélago de Juan Fernández llamada Más a Tierra  por los españoles. Shelvocke y su tripulación fueron abandonados allí durante cinco meses, pero lograron construir una embarcación de 20 toneladas utilizando algunas maderas y utensilios recuperados del naufragio, además de madera obtenida de árboles talados en la isla. Al dejar de la isla el 6 de octubre, se transfirieron a su primera captura, al que cambiaron el nombre por el de Happy Return,  y reanudaron el corso, a pesar de que la guerra ya había terminado en febrero y sus patentes dejaron de ser válidas. Continuaron remontando la costa de América del Sur, desde Chile, hasta llegar a la Baja California, capturando más barcos en el camino, antes de cruzar el Pacífico hacia Macao y regresar a Inglaterra en julio de 1722.

## Vida posterior
En Inglaterra, Shelvocke fue arrestado por cargos de fraude por instigación de los principales accionistas del viaje, aunque evitó la condena por medio de acuerdos extrajudiciales con dos de los denunciantes. Sospechaban, probablemente con razón, que no les había ocultado una parte significativa del botín obtenido del viaje, y que había planeado quedarse con él en connivencia con otros miembros de su tripulación. En ello probablemente tuvo éxito.} La versión autojustificativa que de los acontecimientos dio Shelvocke en el libro A Voyage Round the World by Way of the Great South Sea fue contradicha por algunos de los que lo acompañaron en esa expedición, en particular por su capitán de marines, William Betagh.
Sin embargo, Shelvocke restableció su reputación y murió el 30 de noviembre de 1742 a la edad de 67 años, siendo un hombre rico como resultado de su actividad de corsario. Su lápida (desde que fue removida) en el cementerio de la  iglesia de San Nicolás, Deptford, Londres, junto a la pared este elogía a «un caballero de grandes habilidades en su profesión que le permitió haber sido uno de los marineros más valientes y más consumados de su tiempo». Una placa en la pared en el presbiterio conmemora a su hijo, también George Shelvocke, quien murió en 1760 y acompañó a su padre en el viaje alrededor del mundo antes de convertirse en Secretario de la General Post Office y miembro de la Royal Society.

## Influencia en Coleridge
En su libro, Shelvocke describía un suceso en el que su segundo capitán, Simon Hatley, había disparado a un albatros negro mientras el Speedwell intentaba rodear el cabo de Hornos en una tormenta severa. Hatley consideró que el ave marina gigante era un mal augurio, y esperaba que al matarla podía causar un respiro en el clima. Unos setenta años después, el episodio se convertiría en la inspiración para el dispositivo central de la trama del poema narrativo de Samuel Taylor Coleridge, The Rime of the Ancient Mariner. El amigo y compañero poeta de Coleridge, William Wordsworth, compartió las siguientes recuerdos sobre los orígenes del poema:

Gran parte de la historia fue invención de Coleridge; pero ciertas partes yo mismo las sugerí: por ejemplo, se iba a cometer un crimen que debería provocar al viejo navegante, como luego Coleridge se deleitaba en llamarlo, la persecución espectral, como consecuencia de ese crimen, y sus propios vagabundeos. Había estado leyendo en los Viajes de Shelvock un día o dos antes de eso, que mientras doblaban el cabo de Hornos con frecuencia veían albatros en esa latitud, la especie más grande de aves marinas, algunas extendiendo sus alas doce o quince pies. «Supongamos —le dije— usted lo representa como si hubiera matado a una de esas aves al entrar en el Mar del Sur, y que los espíritus tutelares de esas regiones los asaltasen para vengar el crimen». El incidente se consideró adecuado para el propósito y se adoptó en consecuencia.
Much the greatest part of the story was Mr Coleridge's invention; but certain parts I myself suggested: for example, some crime was to be committed which should bring upon the old navigator, as Coleridge afterwards delighted to call him, the spectral persecution, as a consequence of that crime, and his own wanderings. I had been reading in Shelvock's Voyages a day or two before that while doubling Cape Horn they frequently saw albatrosses in that latitude, the largest sort of sea-fowl, some extending their wings twelve or fifteen feet. "Suppose," I said, "you represent him as having killed one of these birds on entering the South Sea, and that the tutelary spirits of those regions take upon them to avenge the crime". The incident was thought fit for the purpose and adopted accordingly.
William Wordsworth